# Iasos (fill de Licurg)
Iasos (en grec antic: Ϊασος) va ser, segons la mitologia grega, un fill del rei Licurg, rei d'Arcàdia, i de Cleòfile. Era descendent d'Arcas, un heroi fill de Zeus.
Es va casar amb Clímene, filla de Mínias, un heroi fill de Crises. Van tenir una filla, Atalanta. També va tenir dos fills, Anceu, que va participar en l'expedició dels argonautes i Amfidamant, que segons Higí va ser també un dels argonautes.